# Dumitrina Mitrea
Dumitrina Mitrea (n. 12 octombrie 1971, Borca, Neamț, România) este un politician român, aleasă în 2020 deputat din partea partidului Alianța pentru Unirea Românilor (AUR). 

## Tinerețe și educație
Dumitrina Mitrea s-a născut pe 12 octombrie 1971 la Borca, sat în comuna Borca, județul Neamț în Republica Socialistă România, într-o familie cu șase copii. A studiat la Academia de Studii Economice din București.

## Carieră politică

### Legislatura I (2020–2024)
În urma alegerilor parlamentare din 2020 pe 6 decembrie, Mitrea a fost aleasă membru al Camerei Deputaților, în circumscripția nr. 29 Neamț, preluând mandatul pe 21 decembrie. În februarie 2024, s-a anunțat că Mitrea va candida la alegerile pentru Parlamentul European din iunie a acelui an. Este membru a Adunarea Parlamentară a Consiliului Europei. Începând cu martie 2024, Mitrea era membru al Biroului Național de Conducere al AUR, fiind una dintre cele șase femei cu cel mai înalt rang din partid.

### Legislatura II (2024–prezent)

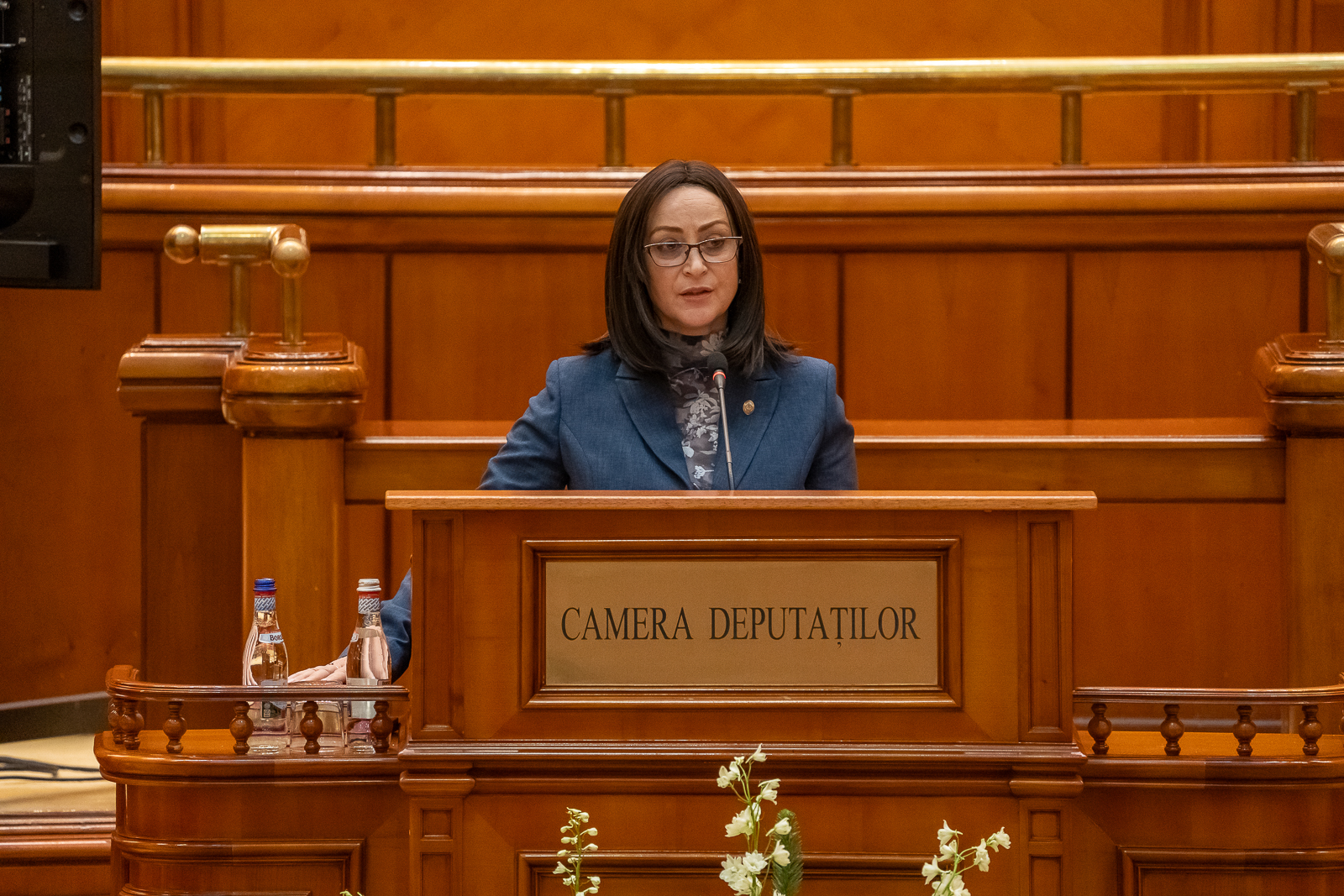
Mitrea depunând jurământul, 21 decembrie 2024

Mitrea a fost realeasă membru al Camerei Deputaților la alegerile parlamentare din 1 decembrie 2024.